# Campanile Alto
Campanile Alto (italsky v překladu velká zvonice) je elegantní vysoká skalní věž vypínající se v pohoří Brenta do výšky 2937 metrů nad mořem. Jejím sousedním vrcholem je Campanile Basso.

## Geologie
Campanile Alto je tvořena dolomitem, třetihorní usazeninou blízkou vápenci, stejně jako celé pohoří.

## Okolí
Nejbližší horské chaty jsou Rifugio Tosa též zvaná Pedrotti a Rifugio Brentei. Na úpatí věže vede známá zajištěná cesta Sentiero delle Bocchette.

## Prvovýstup
Poprvé se zdařil výstup na vrchol dvojici Gottfried Merzbacher (bavorský horolezec) a Bonifacio Nicolussi (italský horský vůdce). Prvovýstup vedli obřím skalním komínem od východu obtížnosti 2-3 UIAA. Dnes se tato cesta používá téměř výhradně k sestupu z vrcholu slaněním.

## Cesty výstupů
Na vrchol Campanile Alto nevede mnoho oblíbených horolezeckých tras. Důvodem je lámavost skály. Nejčastěji se leze krátká Jižní stěna, anebo dlouhý Západní hřeben.
- Jižní stěna 3 UIAA (1897 Wilhelm Paulcke)
- Západní hřeben 4+ UIAA (1927 H. Hartmann a G. von Krauss)